# Collezioni di Preistoria, Archeologia Classica e Archeologia Medievale
Le collezioni di Preistoria, Archeologia classica e Archeologia medievale sono costituite da alcune migliaia di reperti rinvenuti durante le attività di scavo e ricognizione, da raccolte didattiche, pannelli, riproduzioni e repliche. Sono depositate presso le sedi del Dipartimento di scienze storiche e beni culturali dell'Università di Siena e fanno parte del Sistema Museale Universitario Senese (SIMUS).

## La collezione
Il patrimonio oggi presente si è formato nel corso di oltre trent'anni di ricerca e di indagine ed è costituito da manufatti in pietra, ceramica, metallo e vetro, monete, affreschi, reperti faunistici, paleontologi e antropologici.  

L'intera collezione è suddivisa per sezioni:

### Sezione di Preistoria
Il percorso espositivo della sezione di Preistoria è caratterizzato dal legame tra materiale esposto e fruizione dello stesso attraverso l'applicazione del principio dell'accessibilità universale, cioè della progettazione per l'universalità delle persone a prescindere dal loro stato fisico e psichico e dalla loro condizione sociale. La sezione comprende:
- La raccolta di Antropologia. Comprende riproduzioni di crani di scimmie antropomorfe e di tutte le specie del genere Homo.
- Le produzioni in pietra. Tra gli oggetti più importanti figurano reperti del Paleolitico inferiore (Bibbona, Vadivina e Forchione in Puglia), Paleolitico medio (Grotta del Cavallo e Grotta delle Mura in Puglia, Botro ai Marmi in Toscana e Grotta di Porto Infreschi in Campania), Paleolitico superiore (Grotta della Serratura in Campania, Grotta delle Mura e Grotta del Cavallo in Puglia, siti del monte Amiata e delle Colline Metallifere in Toscana), del Neolitico (Defensola in Puglia, siti di Sesto Fiorentino in Toscana), dell'Età dei Metalli (Sesto Fiorentino e miniere preistoriche del Gargano).
- Le produzioni ceramiche comprendono un arco di tempo dalla Preistoria al Rinascimento di origine toscana. Tra gli oggetti di rilievo si segnalano materiali del neolitico (Defensola, siti di Sesto Fiorentino, Grotta delle Serratura) e dell'Età dei Metalli (siti di Sesto Fiorentino).

### Sezione di Archeologia classica
In questa sezione sono raccolti reperti di epoca Romana provenienti dalla villa romana di Settefinestre e di Giardino Vecchio presso Ansedonia (Grosseto), Siena, Brindisi, Populonia, Vignale, Bomarzo e Thamusida costituiti principalmente da materiali ceramici, monete e oggetti in metallo, vetro, marmo e da collezioni di pitture parietali. 

### Sezione di Archeologia medievale
La sezione è costituita da:
- Ceramiche di vario tipo recuperate nel corso degli scavi e restaurate presso il proprio laboratorio di restauro. Tra i pezzi più significativi si segnalano quelli provenienti dai castelli di Scarlino, di Montarrenti, di Poggibonsi, di Miranduolo e dal Convento del Carmine di Siena.
- Reperti di epoca medievale costituiti prevalentemente da reperti vitrei e metallici. Si segnala il plico di documenti cartacei della prima metà del XIV secolo rinvenuto al Santa Maria della Scala, la pedina in osso rinvenuta in una capanna del Castello di Miranduolo e il bicchiere di vetro databile XII secolo della chiesa di Sant'agnese a Poggiobonizio.
- Collezioni archeozoologiche e archeobotaniche. Costituita da reperti zoologici e botanici provenienti da ricerche effettuate a Pobbibonsi, a Miranduolo e nel Complesso del Santa Maria della Scala. Le collezioni comprendono una xiloteca di essenze arboree e una raccolta carpologica composta. La collezione animale invece include campioni osteologici di diverse specie di mammiferi, uccelli e rettili di diversa epoca storica compresa tra il II secolo e i nostri giorni.

L'intera collezione è utilizzata prevalentemente per le attività didattiche universitarie e per le attività di ricerca, ma è fruibile anche ai visitatori che ne facciano richiesta.